# NGC 3941
NGC 3941 ist eine linsenförmige Galaxie mit aktivem Galaxienkern vom Hubble-Typ SB0 im Sternbild Großer Bär am Nordsternhimmel. Sie ist schätzungsweise 42 Millionen Lichtjahre von der Milchstraße entfernt und hat einen Durchmesser von etwa 45.000 Lj. Im Zentrum der Galaxie befindet sich ein supermassives Schwarzes Loch mit 141 Millionen Sonnenmassen.
Das Objekt wurde am 19. März 1787 von William Herschel entdeckt.